# SMS S 139 (1917)
S 139 – niemiecki niszczyciel z okresu I wojny światowej. Dziewiąta jednostka typu S 131. Okręt wyposażony w trzy kotły parowe opalane ropą. Zapas paliwa 305 ton. Po wojnie przekazany Francji w ramach reparacji wojennych. Wcielony do Marine nationale pod nazwą Deligny. Złomowany w 1934 roku.